# فيرونيكا لاك
فيرونيكا لاك (بالإنجليزية: Veronica Lake)‏ (و. 1922 – 1973 م) هي ممثلة، وطيارة، وممثلة مسرحية، وممثلة تلفزيونية، وعارضة، وممثلة أفلام، من الولايات المتحدة، ولدت في بروكلين، توفيت في برلينغتون، عن عمر يناهز 51 عاماً، بسبب التهاب كبدي، وقصور كلوي.

## وصلات خارجية
- فيرونيكا لاك على موقع IMDb (الإنجليزية)
- فيرونيكا لاك على موقع الموسوعة البريطانية (الإنجليزية)
- فيرونيكا لاك على موقع روتن توميتوز (الإنجليزية)
- فيرونيكا لاك على موقع ألو سيني (الفرنسية)
- فيرونيكا لاك على موقع تيرنر كلاسيك موفيز (الإنجليزية)
- فيرونيكا لاك على موقع أول موفي (الإنجليزية)
- فيرونيكا لاك على موقع قاعدة بيانات الأفلام السويدية (السويدية)
- فيرونيكا لاك على موقع إن إن دي بي (الإنجليزية)
- فيرونيكا لاك على موقع ديسكوغز (الإنجليزية)
- فيرونيكا لاك على موقع قاعدة بيانات الفيلم (الإنجليزية)